# 弗洛倫西亞
弗洛倫西亞是哥倫比亞的城市，位於該國西南部，由卡克塔省負責管轄，距離首都波哥大519公里，始建於1902年12月25日，面積2,292平方公里，海拔高度242米，2012年人口163,323。

## 外部連結
- （西班牙文） Florencia official website
- （西班牙文） Government of Caqueta; Florencia[永久]
- （西班牙文） Environmental information on Colombian Amazon region website